# Spiniphra shibatai
Spiniphra shibatai är en skalbaggsart som beskrevs av Hayashi 1961. Spiniphra shibatai ingår i släktet Spiniphra och familjen långhorningar. Inga underarter finns listade i Catalogue of Life.